# یواس‌اس والودور (اس‌اس-۴۹۰)
یواس‌اس والودور (اس‌اس-۴۹۰) (به انگلیسی: USS Volador (SS-490)) یک زیردریایی است که طول آن ۳۰۷ فوت (۹۴ متر) می‌باشد. این زیردریایی در سال ۱۹۴۸ ساخته شد.